# Kazolini
Kazolini je priimek. Je zelo redek in po navedbah spletne strani imehrvatsko.net izhaja iz Hrvaške in sicer Dalmacije, bolj točno iz mesta Split. 

## Zgodovina
Po ustni predaji Ljubomirja Kazolinija so v 14. stoletju iz Italije na otok Brač prišli predniki Kazolinijev. Pisali so se de Cassolini. Naselili so mesto Sumartin. Z leti in pod različnimi oblastniki se je priimek spreminjal. Opuščena je predpona de, nato so priimek zapisovali po izgovorjavi Kazolini, pogovorno pa so družini rekli Kažulin in danes je po navedbah spletne strani imehrvatsko.net Kažulin tudi priimek.

## Razširjenost
Zaradi različnih zgodovinsko pogojenih razlogov je veliko prebivalstva jadranskih otokov emigriralo v tuje dežele. Nekateri so bili preganjani zaradi nacionalnosti, drugi zaradi političnih prepričanj, tretji pa so se izselili zaradi ekonomskih razlogov. Tako priimek Kazolini in njegove izpeljanke danes najdemo poleg Hrvaške in Italije tudi v Sloveniji, Kanadi in ZDA.